# جيم كريغتون
جيم كريغتون (بالإنجليزية: Jim Creighton)‏ هو لاعب كرة قاعدة أمريكي، ولد في 15 أبريل 1841 في نيويورك في الولايات المتحدة، وتوفي في 18 أكتوبر 1862 في بروكلين في الولايات المتحدة.